# 렙차어
렙차어(Lepcha) 또는 롱어(Róng)은 인도 시킴 주와 그 인접 지역에서 렙차인들이 사용하는 히말라야계 언어이다. 화자는 시킴 주 외에 부탄과 네팔, 서벵골 주 일부 지역에 걸쳐 분포한다. 티베트 문자에서 나온 아부기다 렙차 문자가 표기에 사용되기도 한다. 성조가 없는 언어이나 강세가 표현되기도 하고, 대부분의 어휘는 단음절의 기초 성분으로 구성되어 있다. SOV 어순이 기본이며 접사가 많아 일부 교착어적 성질을 보인다.
토착 언어로서, 네팔어는 물론이고 다른 티베트계 언어들(시킴어, 종카어 등)이 해당 지역에 도래하기 전부터 이미 사용되고 있던 언어로 보인다. 렙차어를 사용하는 주요 커뮤니티가 4개 있는데 시킴의 Renjóngmú, 서벵골 주의 Támsángmú, 네팔 일람 구의 ʔilámmú, 부탄 서남부의 Promú이다. 화자는 2010년대 초 기준 총 66,500명 정도이다.
렙차어는 독자적인 특징이 있어 분류가 어려우나 조지 반 드림 (2001)은 키란티어, 네와르어 등을 포함하는 Mahakiranti어군과 가까울 것으로 보았다. 각지의 화자 집단마다 그 지역의 다수 언어로부터 영향을 강하게 받고 있어 언어 내부적으로 상호 차이가 있는데 방언의 수준은 아니다.

## 자음과 모음

### 자음
|        |        | 순음   | 순음   | 치음   | 치음   | 치경음 | 치경음 | 권설음 | 권설음 | 구개치경음 | 경구개음 | 경구개음 | 연구개음 | 연구개음 | 성문음 |
| 단자음 | 장자음 | 단자음 | 장자음 | 단자음 | 장자음 | 단자음 | 장자음 | 단자음 | 장자음 | 구개치경음 | 단자음   | 장자음   |          |          | 성문음 |
| ------ | ------ | ------ | ------ | ------ | ------ | ------ | ------ | ------ | ------ | ---------- | -------- | -------- | -------- | -------- | ------ |
| 비음   | 비음   | m      |        | n      |        |        |        |        |        |            | ɲ        |          | ŋ        |          |        |
| 파열음 | 무성음 | p      | pː     | t      | tː     |        |        | ʈ      | ʈː     |            | c        | cː       | k        | kː       | ʔ      |
| 파열음 | 유성음 | b      | bː     | d      | dː     |        |        | ɖ      | ɖː     |            | ɟ        | ɟː       | ɡ        | ɡː       |        |
| 파찰음 | 무성음 |        |        |        |        | ts     | tsː    |        |        |            |          |          |          |          |        |
| 파찰음 | 유성음 |        |        |        |        | dz     | dzː    |        |        |            |          |          |          |          |        |
| 마찰음 | 무성음 | f      |        |        |        | s      |        |        |        | ʃ          |          |          |          |          |        |
| 마찰음 | 유성음 | v      |        |        |        | z      |        |        |        | ʒ          |          |          |          |          |        |
| 접근음 | 접근음 | w      |        | l      |        |        |        |        |        |            | j        |          |          |          | h      |
| 전동음 | 전동음 |        |        |        |        | r      |        |        |        |            |          |          |          |          |        |

### 모음
|          | 전설 모음 | 중설 모음 | 후설 모음 | 후설 모음 |
| 비원순   | 비원순    | 비원순    | 원순      |           |
| -------- | --------- | --------- | --------- | --------- |
| 고모음   | i         |           | ɯ         | u         |
| 중고모음 | e~ɛ       |           |           | o         |
| 중모음   | e~ɛ       | ə         |           |           |
| 중저모음 | e~ɛ       |           |           | ɔ         |
| 저모음   |           | a         |           |           |

## 같이 보기
- 인도의 언어